# Nelson Angelo
Nelson Angelo Cavalcanti Martins (Belo Horizonte, 15 de junho de 1949) é um violonista, guitarrista, compositor e cantor brasileiro.
Nelson Angelo iniciou seus estudos de violão aos 10 anos de idade com Raul Marinuzi. Mais tarde, teve aulas com José Martins. 
Em 1966, atuou como músico em bares, auditórios e clubes noturnos de Belo Horizonte, ligando-se ao cantor e compositor Milton Nascimento, com o qual participaria do movimento identificado como Clube da Esquina. No mesmo ano, mudou-se para o Rio de Janeiro. Na cidade, estudou Teoria Musical com Vilma Graça e canto com Heloísa Madeira.
Participou do IV Festival de Música Popular Brasileira (TV Record), em 1968, interpretando ao lado de Milton Nascimento e as cantoras Cynara e Cybele (do Quarteto em Cy) a música "Sentinela", composta por Milton e Márcio Borges. No ano seguinte, integrou o "Quarteto Livre", juntamente com Geraldo Azevedo, Naná Vasconcelos e Franklin da Flauta. 
Também foi integrante do conjunto "A Sagrada Família", liderado pelo músico Luiz Eça e que contava com a presença de nomes como Joyce, Maurício Maestro e Naná Vasconcelos. Com o grupo, se apresentou no México onde gravou o disco "Luiz Eça e A Sagrada Família" em 1970. 
Em 1971, fundou com Joyce, Naná Vasconcelos, Novelli e Toninho Horta, o grupo "A Tribo", com o qual lançou  em compacto pela Odeon, as canções "Kyrie", "Tapinha", "Peba & Pobó" e "The man from the avenue". Nesse ano, gravou com Joyce o LP "Nelson Angelo & Joyce".
Em 1973, viajou para a Europa, onde realizou as gravações do disco "Naná Vasconcelos, Nelson Angelo e Novelli". Na mesma época, produziu o LP "Beto Guedes, Danilo Caymmi, Novelli e Toninho Horta", onde também atuou como instrumentista.
Nos anos 80, fez parte do grupo "A Turma do Funil", ao lado de Francis Hime, Miúcha, Danilo Caymmi, Novelli, Cristina Buarque, Olívia Hime e Lula.
Em mais de quarenta anos de carreira, conviveu com os mais diversos gêneros musicais brasileiros, tendo participado do Clube do Samba, idealizado por João Nogueira. Atuou ao lado de mestres da bateria no Brasil como Wilson das Neves, Edison Machado, Dom um Romão, Robertinho Silva e Ricardo Costa.
Fez músicas em parceria com Milton Nascimento, Novelli, Ronaldo Bastos, Fernando Brant, Márcio Borges, Ana Terra, Murilo Antunes, Dalmo Castelo e Cacaso, sendo este o principal parceiro.
É pai das cantoras Clara Moreno e Ana Martins, frutos de seu casamento com a cantora Joyce.

## Artistas que o músico acompanhou ao longo da carreira
- Milton Nascimento
- Luiz Bonfá
- Marcos Valle
- Elis Regina
- Luiz Gonzaga
- Lô Borges
- Antonio Carlos e Jocafi
- Dori Caymmi
- Quarteto em Cy
- César Costa Filho
- Edu Lobo
- Johnny Alf
- Nana Caymmi
- João do Vale
- Clementina de Jesus
- Egberto Gismonti
- Alaíde Costa
- Gonzaguinha
- Beto Guedes
- Francis Hime
- Chico Buarque
- Simone
- Sérgio Mendes
- Pierre Akendengue
- Sarah Vaughan
- Bernard Lavilliers
- Cristina Buarque
- Rosinha de Valença
- Tom Jobim
- Miúcha
- Danilo Caymmi
- Ithamara Koorax

## Discografia
- Luiz Eça e a Sagrada Família (1970) - RW Discos (México) LP
- Kyrie/ Tapinha/Peba & Pobó/The man from the avenue (1971) - Odeon Compacto Duplo
- Posições (1971) - Odeon LP
- Nelson Angelo & Joyce (1972) - Odeon LP/CD
- Naná Vasconcelos, Nelson Angelo & Novelli (1973) - Saravah (França) LP
- Mineiro pau (1984) - Celluloid (França) LP
- Violão e outras coisas (1990) - Eldorado LP
- A Vida leva (1994) - Velas CD
- Cateretê (2000) - Combo Music e NAC Brasil CD
- Mar de Mineiro (2002) - Lua Discos CD
- Tempos Diferentes (2007) - Dubas Música CD
- Minas em meu coração (2008) - Independente CD
- Times Square (2014) - Independente (EUA) CD
- trilha sonora de uma viagem (2016) - Independente CD
- Nelson Angelo 2018 (2018) - Independente EP
- Vitral do tempo (2018) - Independente CD
- O pensador (2019) - Rocinante CD
- Cantos Espirituais (2021) - Independente CD

## Participações em discos
- "Milton Nascimento" - Milton Nascimento (1969) - Odeon LP; Clube da Esquina (1972) - Odeon LP/CD; Milagre dos Peixes (1973) - Odeon LP; Minas (1975) - EMI/Odeon LP/CD; Geraes (1976) - EMI/Odeon LP/CD; Clube da Esquina No. 2 (1978) - EMI/Odeon LP/CD; Journey to Dawn (1979) - A&M Records LP/CD

- "Luiz Bonfá" - The New Face of Bonfá (1970) - RCA LP/CD

- "Elis Regina" - Ela (1971) - Philips/Phonogram LP/CD

- "Luiz Gonzaga" - O Canto Jovem de Luiz Gonzaga (1971) - RCA Victor LP

- "Milton Nascimento e Lô Borges" - Clube da Esquina (1972) - Odeon LP/CD

- "Dori Caymmi" - Dory Caymmi (1972) - Odeon LP/CD

- "Lô Borges" - Clube da Esquina (1972) - Odeon LP/CD; Lô Borges (1972) - Odeon LP/CD

- "Quarteto em Cy" - Quarteto em Cy (1972) - Odeon LP/CD

- "Antonio Carlos e Jocafi" - Cada Segundo (1972) - RCA Victor LP

- "César Costa Filho" - E Os Sambas Viverão (1973) - RCA Victor LP

- "Beto Guedes, Danilo Caymmi, Novelli e Toninho Horta" - Beto Guedes Danilo Caymmi Novelli Toninho Horta (1973) - Odeon LP

- "Edu Lobo" - Edu Lobo (1973) - Odeon LP/CD; Tempo Presente (1980) - Philips/Polygram LP

- "Chico Buarque" - Chico Canta (Calabar) (1973) - Philips/Phonogram LP/CD; Chico Buarque (1978) - Philips/Polygram LP/CD

- "Johnny Alf" - Nós (1973) - EMI/Odeon LP/CD

- "Teca Calazans" e "Ricardo Vilas" - Musique Et Chants Du Brésil (1974) - Moshé-Naim (França) LP; Povo Daqui (1980) - EMI-Odeon LP; Eu Não Sou Dois (1981) - EMI-Odeon LP

- "Pierre Akendengue" - Nandipo (1974) - Saravah (França) LP

- "Nana Caymmi" - Nana Caymmi (1975) - CID LP/CD; Renascer (1976) - CID LP/CD; Nana (1977) - RCA Victor LP/CD

- "Alaíde Costa" - Coração (1976) - EMI/Odeon LP

- "Gonzaguinha" - Começaria Tudo Outra Vez (1976) - EMI/Odeon LP/CD; Recado (1978) - EMI/Odeon LP/CD

- "Milton Nascimento e Chico Buarque" - Milton & Chico (1977) - Philips Compacto Simples

- "Miucha e Tom Jobim" - Miucha & Antonio Carlos Jobim (1977) - RCA Victor LP/CD; Miucha & Tom Jobim (1979) - RCA Victor LP/CD

- "Martinho da Vila" - Presente (1977) - RCA Victor LP/CD

- "Francis Hime" - Passaredo (1977) - Som Livre LP/CD; Se Porém Fosse Portanto (1978) - Som Livre LP; Francis (1980) - Som Livre LP; Sonho de Moço (1981) - Som Livre LP

- "Olívia Hime" - A Bela Adormecida/Diana (1977) - Tapecar Compacto Simples; Olívia Hime (1981) - RGE LP

- "Simone" - Face a Face (1977) - EMI/Odeon LP/CD; Cigarra (1978) - EMI/Odeon LP/CD

- "Beto Guedes" - A Página do Relâmpago Elétrico (1977) - EMI/Odeon LP/CD

- "Danilo Caymmi" - Cheiro Verde (1977) - Ana Terra/Independente/Wathmusic LP/CD

- "Sarah Vaughan" - O Som Brasileiro de Sarah Vaughan (1978) - RCA LP/CD

- "Sergio Mendes" - Sergio Mendes & Brasil 88 (1978) - Elektra LP

- "Cristina Buarque" - Arrebem (1978) - Continental LP

- "Zizi Possi" - Pedaço de Mim (1979) - Philips/Polygram LP/CD

- "Boca Livre" - Bicicleta (1980) - Independente LP

- "Bernard Lavilliers" - O Gringo (1980) - Barclay (França) LP

- "Miucha" - Miucha (1980) - RCA Victor LP

- "Lucinha Araújo" - Do Mesmo Verão (1980) - RCA Victor LP

- "Malu Moraes" - Malu Moraes  (1980) - Continental LP

- "Robertinho Silva" - MPBC - Robertinho Silva (1981) - Philips/Polygram LP

- "Edu Lobo e Chico Buarque" - O Grande Circo Místico (1982) - Som Livre LP

- "Zé Renato" - Fonte da Vida (1982) - Philips/Polygram LP

- "Marcio Hallack" - Talismã (1987) - Chorus Independente LP

- "Carlinhos Vergueiro" - Carlinhos Vergueiro e Convidados (1988) - Idéia Livre LP

- "Ithamara Koorax" - Serenade In Blue - My Favorite Songs (2000) - JSR/Milestone CD; Love Dance - The Ballad Album (2003) - JSR/Milestone/Som Livre CD; Brazilian Butterfly (2007) - IRMA CD

- "Rosa Emília" - Baiana da Guanabara - Canções de Nelson Angelo (2004) - Lua Discos/MCD CD; Álbum de Retratos - Cacaso, Parceiros e Canções (2009) - Lua Music CD